# إميلي بارينغتون
إميلي بارينغتون (بالإنجليزية: Emilie Barrington)‏ (17 يناير 1841 - 17 يناير 1933)؛كاتِبة وروائية بريطانية.